# دوبال‌میوه تودرتو
دوبال‌میوه تودرتو (نام علمی: Dipterocarpus intricatus) نام یک گونه از سرده دوبال‌میوه‌ها است.